# Вальсвик, Густав
Густав Валсвик (норв. Gustav Valsvik; род. 26 мая 1993[…], Вик, Согн-ог-Фьюране) — норвежский футболист, защитник клуба «Стрёмсгодсет» и сборной Норвегии.

## Клубная карьера
Валсвик — воспитанник клуба «Вик» из своего родного города. В 2010 году Густав подписал свой первый профессиональный контракт с «Согндалом». 1 мая в матче против «Тромсдалена» он дебютировал в Первой лиге Норвегии. По итогам сезона Валсвик помог клуба выйти в элиту. 20 марта 2011 года в матче против «Стрёмгодсета» он дебютировал в Типпелиге. 20 апреля 2012 года в поединке против «Волренеги» Густав забил свой первый гол за «Согндал».
Летом 2014 года Валсвик перешёл в «Стрёмсгодсет». 26 июля в матче против «Саннес Ульф» он дебютировал за новый клуб. 16 мая 2016 года в поединке против «Сарпсборг 08» Густав забил свой первый гол за «Стрёмгодсет».
Летом 2016 года Валсвик перешёл в брауншвейгский «Айнтрахт». 7 августа в матче против «Вюрцбургер Киккерс» он дебютировал во Второй Бундеслиге. 29 октября 2017 года в поединке против дрезденского «Динамо» Густав забил свой первый гол за «Айнтрахт». По итогам сезона клуб вылетел в Третью лигу Германии.

## Международная карьера
26 марта 2017 года в отборочном матче чемпионата мира 2018 против сборной Северной Ирландии Валсвик дебютировал за сборную Норвегии.

## Статистика

### Матчи Вальсвика за сборную Норвегии
| Матчи Вальсвика за сборную Норвегии | Матчи Вальсвика за сборную Норвегии | Матчи Вальсвика за сборную Норвегии | Матчи Вальсвика за сборную Норвегии | Матчи Вальсвика за сборную Норвегии | Матчи Вальсвика за сборную Норвегии |
| ----------------------------------- | ----------------------------------- | ----------------------------------- | ----------------------------------- | ----------------------------------- | ----------------------------------- |
| №                                   | Дата                                | Соперник                            | Счёт                                | Голы Вальсвика                      | Соревнование                        |
| 1                                   | 26 марта 2017                       | Северная Ирландия                   | 0:2                                 | —                                   | Чемпионат мира 2018 (отбор)         |
| 2                                   | 10 июня 2017                        | Чехия                               | 1:1                                 | —                                   | Чемпионат мира 2018 (отбор)         |
| 3                                   | 13 июня 2017                        | Швеция                              | 1:1                                 | —                                   | Товарищеский матч                   |
| 4                                   | 4 сентября 2017                     | Германия                            | 0:6                                 | —                                   | Чемпионат мира 2018 (отбор)         |
| 5                                   | 5 октября 2017                      | Сан-Марино                          | 8:0                                 | —                                   | Чемпионат мира 2018 (отбор)         |
| 6                                   | 11 ноября 2017                      | Македония                           | 0:2                                 | —                                   | Товарищеский матч                   |

Итого: 6 матчей / 0 голов; 1 победа, 2 ничьи, 3 поражения.